# Effet miroir (nouvelle)
Pour les articles homonymes, voir Effet miroir.
Effet miroir (titre original : Mirror Image) est une nouvelle d'Isaac Asimov publiée pour la première fois en mai 1972 dans Analog Science Fiction and Fact. Elle est parue en France pour la première fois en 1976 dans le recueil Espace vital.

## Publications
La nouvelle est parue aux États-Unis en mai 1972 dans le magazine Analog Science Fiction and Fact puis republiée dans The Best of Isaac Asimov (en) en 1973 et dans le recueil The Complete Robot (Nous les robots en français) en 1982.
Elle paraît en France pour la première fois en 1976 dans le recueil Espace vital bien que la nouvelle ne soit pas intégrée au recueil original Earth Is Room Enough. Cette nouvelle fait partie du cycle des Robots et est intégrée au recueil Nous les robots parue dans Le Grand Livre des robots en  1990.
Mettant en scène Elijah Baley et R. Daneel Olivaw, elle fait suite à deux romans, Les Cavernes d'acier et Face aux feux du soleil, et s’insère avant Les Robots de l'aube. Elle s'y rattache par les références implicites à la télépathie qu'entrevoient les savants, et à la Loi Zéro qui empêche un robot de placer l'intérêt de son maître avant celui de l'Humanité.

## Résumé
R. Daneel Olivaw, l'androïde spacien, rend une visite impromptue à Elijah Baley, le détective terrien. Il lui explique qu'un navire est en orbite et qu'on y a besoin de lui pour résoudre une querelle en propriété intellectuelle : le vieil Alfred Barr Humboldt et le jeune Gennao Sabbat, en route pour un congrès de neurobiophysique, affirment tous deux avoir pensé le premier à une théorie capitale, s'en être ouvert à l'autre à bord du navire, et avoir vu ce dernier voler l'idée. Face à cet effet miroir, R. Daneel a suggéré de faire un détour par la Terre pour consulter Baley.
L'enquête s'annonce difficile car les deux savants refusent d'être interrogés par un Terrien. Baley se rabat sur leurs robots domestiques, quasiment identiques et chacun loyal à son maître. Il commence par celui de Sabbat et lui fait valoir que Humboldt souffrirait terriblement d'une accusation qui entacherait sa longue carrière, alors que Sabbat a tout le temps de se racheter. Le robot acquiesce et accuse alors Sabbat. R. Daneel pense l'affaire résolue.
Baley insiste cependant pour interroger l'autre robot. Il lui fait valoir que le legs scientifique de Humboldt lui vaudrait le pardon, mais que, si Sabbat est condamné, cela condamne du même coup tous les progrès qu'il pourrait amener à l'humanité. Le robot plonge alors en état de gel mental, incapable de choisir entre cette perspective et, selon Baley, un ordre direct de mentir. Apprenant cela, Humboldt avoue le vol et le mensonge.
R. Daneel tout en félicitant Baley, remarque que l'autre robot aurait très bien pu craquer à l'idée de trahir un innocent. Baley explique que cela ne changeait rien, car il avait déjà une bonne idée du coupable — Humboldt, vieux génie finissant, tenté de finir en beauté aux dépens du jeune Sabbat venu quêter l'approbation de son aîné. L'important était donc de lui « mettre la pression », ce que Baley pouvait aussi bien accomplir dans les deux éventualités.